# Palacio Ceva
El palacio Ceva (o Ceva-Tiberi) es un palacio barroco en la ciudad de Roma.

## Historia
El edificio tiene su origen en el siglo XVII, siendo propiedad de las familias Buzi y después de la familia Ceva. 
Durante la incorporación de los Estados Pontificios al Primer Imperio francés, el palacio sería sede de la dirección de contribuciones directas (circa 1812).
En 1814 el palacio fue la residencia de Baudin de la Salcette, comandante del departamento del Tíber (ya que en aquel momento Roma era parte del reino de Italia napoleónico.
En 1835 el palacio era propiedad del español Esteban Azpeitia, secretario de la embajada de España ante el Pontífice.
En la década de 1920 se destruyeron algunas de las edificaciones ornamentales de la parte posterior del edificio, dentro de las obras realizadas para poner el valor el Foro de Trajano.
En la actualidad es la sede de la escuela media del Liceo Ennio Quirino Visconti.

## Descripción
El palacio se construyó, al menos parcialmente, sobre las ruinas del Foro de Trajano.
Cuenta con una fachada de cuatro alturas en estilo clásico del Barroco romano. Las ventanas del piso principal se encuentran decoradas con guardapolvos alternando frontones curvos y triangulares.

### Individuales
1. ↑  Annuario politico, statistico, topografico e commerciale del Dipartimento di Roma per l'anno ... (en italiano). Paolo Salviucci. 1812. p. 259. Consultado el 22 de diciembre de 2023.
2. ↑  Annuario politico, statistico, topografico e commerciale del dipartimento di Roma (en italiano). 1814. p. 109. Consultado el 22 de diciembre de 2023.
3. ↑  «Belle Arti. Fine della descrizione della antichitá del Foro Trajano». Diario di Roma (en italiano) (101). [20 de diciembre de] 1815. p. 4.